# Volksbank Chemnitz
Die Volksbank Chemnitz eG  ist die drittgrößte Genossenschaftsbank in Sachsen mit Sitz in Chemnitz.
Rechtsgrundlagen der Bank sind ihre Satzung  und das Genossenschaftsgesetz. Die Organe der Genossenschaftsbank sind der Vorstand, der Aufsichtsrat und die Vertreterversammlung. Die Bank ist der amtlich anerkannten BVR Institutssicherung GmbH und der zusätzlichen freiwilligen Sicherungseinrichtung des Bundesverbandes der Deutschen Volksbanken und Raiffeisenbanken e.V. angeschlossen.

## Geschichte
Die Volksbank Chemnitz eG wurde am 19. September 1869 gegründet. Nach der Fusion 2003 mit der Raiffeisenbank Werdau-Zwickau, folgte 2012 die Fusion mit der Volksbank Erzgebirge.

## Niederlassungen und Standorte
Der Sitz der Volksbank Chemnitz eG befindet sich in Chemnitz, Innere Klosterstraße 15. Das Geschäftsgebiet erstreckt sich von Chemnitz über das Erzgebirge bis nach Zwickau. Die Volksbank Chemnitz eG unterhält, neben ihrer Niederlassung Zwickau und Zweigniederlassung Erzgebirge, 24 Filialen und 10 SB-Standorte.
Im Frühjahr 2019 wurde der neue Bankstandort „Zschopauer Tor“ in der Zschopauer Straße 254 in Chemnitz eröffnet. Neben dem originären Filialbetrieb der Bank sind am Standort die Volksbank Chemnitz Immobiliengesellschaft mbh und Energiegenossenschaft Chemnitz-Zwickau eG vertreten.
Die Volksbank Chemnitz unterhält teils mehrere Filialen in:

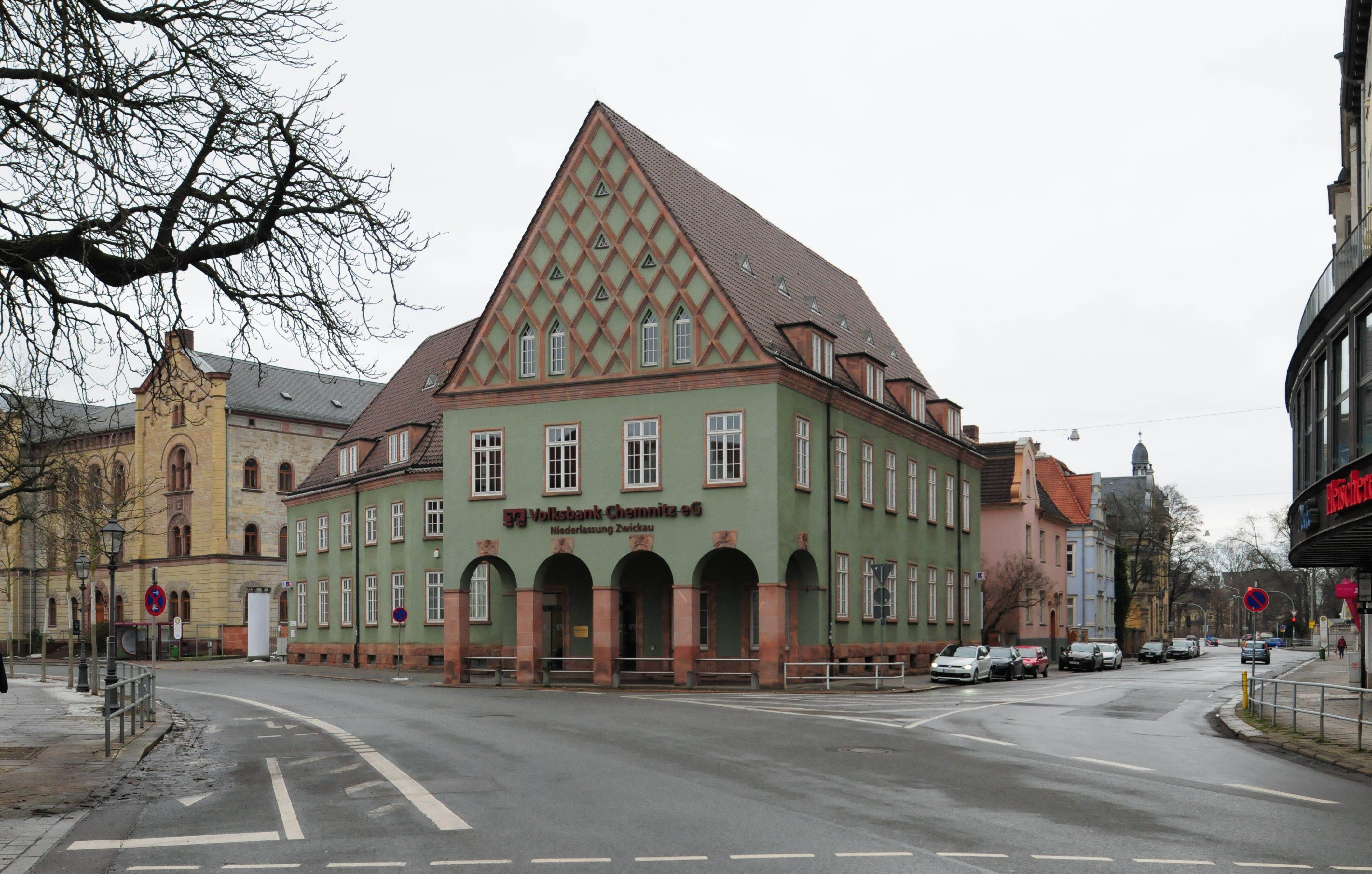
Volksbank Chemnitz eG – Filiale Zwickau

- Chemnitz
- Annaberg-Buchholz
- Aue
- Burgstädt
- Crimmitschau
- Crottendorf
- Eibenstock
- Flöha
- Crimmitschau
- Lößnitz
- Neukirchen
- Zwickau
- Schneeberg
- Schwarzenberg
- Stollberg
- Thalheim
- Werdau
- Zwönitz

## Volksbank Chemnitz Immobiliengesellschaft mbH
Die Volksbank Chemnitz Immobiliengesellschaft mbH ist eine 100% Tochter der Volksbank Chemnitz eG mit Sitz am Bankstandort „Zschopauer Tor“. Das Unternehmen tritt dabei als Makler für den Verkauf von Wohnhäusern, Mehrfamilienhäusern und Gewerbeobjekten auf.

## Energiegenossenschaft Chemnitz-Zwickau eG
Die Bank ist Gründungsmitglied der Energiegenossenschaft Chemnitz-Zwickau eG. Das Unternehmen am Bankstandort „Zschopauer Tor“ beschäftigt sich mit der Errichtung und Unterhaltung von Anlagen zur Erzeugung von regenerativen Energien.